# 法瑞斯·法瑞斯
法瑞斯·法瑞斯（瑞典語：Fares Fares，瑞典語發音：[ˈfaːrɛs ˈfaːrɛs] ⓘ，1973年4月29日—），黎巴嫩裔瑞典男演員。參演過較知名的作品如電影《狡兔計畫》（2012年）、《00:30凌晨密令》（2012年）和《星際大戰外傳：俠盜一號》（2016年）。

## 早年
法瑞斯·法瑞斯出生於黎巴嫩貝魯特，有著四個兄弟姊妹，其中弟弟喬瑟夫·法瑞斯是导演和游戏设计师。1987年，14歲的法瑞斯隨家人搬到了瑞典，並住在厄勒布魯。他們家是為了躲避黎巴嫩內戰而選擇搬到瑞典，加上他們有親戚也住在那裡。法瑞斯說，他在瑞典生活的三個月內就學會了瑞典語。
法瑞斯從15歲起就在厄勒布魯當地的一個劇團演出。19歲時在哥特堡的默恩達爾就讀戲劇學校。之後，法瑞斯又在譚奧爾劇場（Theatre Tamauer）工作了六年。

## 私生活
法瑞斯說，他主要都在瑞典斯德哥爾摩和美國加利福尼亞州洛杉磯兩地生活和工作。

## 外部連結
- 法瑞斯·法瑞斯在互联网电影资料库（IMDb）上的資料（英文）